# Championnat du Maroc de football 2003-2004
Navigation
Botola
2002-2003 Botola
2004-2005
Le Championnat du Maroc de football 2003-2004 est la 88e édition du championnat du Maroc de football. Elle voit le sacre du Raja CA.

## Compétition

### Classement
| Rang | Équipe                         | Pts | J  | G  | N  | P  | Bp | Bc | Diff |
| ---- | ------------------------------ | --- | -- | -- | -- | -- | -- | -- | ---- |
| 1    | Raja CA                        | 56  | 30 | 15 | 11 | 4  | 36 | 18 | +18  |
| 2    | FAR de Rabat CdT               | 56  | 30 | 14 | 14 | 2  | 36 | 17 | +19  |
| 3    | Association sportive de Salé P | 51  | 30 | 15 | 6  | 9  | 35 | 24 | +11  |
| 4    | Wydad AC                       | 49  | 30 | 12 | 13 | 5  | 19 | 8  | +11  |
| 5    | Olympique Club de Khouribga    | 48  | 30 | 13 | 9  | 8  | 30 | 17 | +13  |
| 6    | CODM de Meknès                 | 48  | 30 | 12 | 12 | 6  | 28 | 20 | +8   |
| 7    | Mouloudia Club d'Oujda P       | 39  | 30 | 10 | 9  | 11 | 22 | 28 | -6   |
| 8    | Maghreb de Fès                 | 38  | 30 | 9  | 11 | 10 | 28 | 32 | -4   |
| 9    | Hassania d'Agadir T            | 37  | 30 | 9  | 10 | 11 | 23 | 25 | -2   |
| 10   | Kawkab de Marrakech            | 36  | 30 | 7  | 15 | 8  | 24 | 25 | -1   |
| 11   | Jeunesse sportive El Massira   | 35  | 30 | 7  | 14 | 9  | 20 | 25 | -5   |
| 12   | IR Tanger                      | 34  | 30 | 7  | 13 | 10 | 15 | 19 | -4   |
| 13   | Chabab Mohammédia              | 31  | 30 | 7  | 10 | 13 | 12 | 26 | -14  |
| 14   | Ittihad Zemmouri de Khémisset  | 29  | 30 | 6  | 11 | 13 | 16 | 23 | -7   |
| 15   | Renaissance de Settat -2 ↓     | 25  | 30 | 6  | 9  | 15 | 15 | 31 | -16  |
| 16   | KAC de Kénitra ↓               | 18  | 30 | 3  | 9  | 18 | 14 | 38 | -24  |

Qualifications africaines
- Ligue des champions de la CAF 2005
- Ligue des champions de la CAF 2005
- Coupe de la confédération 2005
- Coupe de la confédération 2005
- Ligue des champions arabes 2004-2005
- Relégation en Botola 2 2004-2005

Abréviations
T : Tenant du titre

V : Vice-champion

CdT : Vainqueur de la Coupe du Trône 2003-2004

P : Promus de Botola 2 2002-2003

## Statistiques

### Meilleurs buteurs
13 buts
- Mustapha Bidodane (Raja de Casablanca)

8 buts
- Ahmed Ajeddou (FAR de Rabat)

7 buts
- Molanko (MAS de Fès)

6 buts
- Hicham Zerouali (FAR de Rabat)
- Mostafa El Alaoui (FAR de Rabat)
- Abdelhaq Boujiri (CODM de Meknès)
- Fayçal Benkasou (CODM de Meknès)
- Hassan Alla (MCO d'Oujda)
- Hicham Moussafi (ASS de Salé)

### Meilleures attaques
- 40 buts : Raja de Casablanca
- 36 buts : FAR de Rabat
- 33 buts : Association de Salé

### Meilleures défenses
- 8 buts : Wydad AC
- 17 buts : FAR de Rabat
- 17 buts : Olympique de Khouribga

## Bilan de la saison
| Championnat du Maroc de football 2003-2004                        |                        |
| Champion                                                          | Raja CA (8e titre)     |
| Coupes et trophées                                                |                        |
| Vainqueur de la Coupe du Trône 2003-2004                          | FAR de Rabat           |
| Qualifications continentales                                      |                        |
| Ligue des champions de la CAF 2005                                | Raja CA                |
| Ligue des champions de la CAF 2005                                | FAR de Rabat           |
| Coupe de la confédération 2005                                    | Olympique de Khouribga |
| Coupe de la confédération 2005                                    | CODM de Meknès         |
| Coupe de la confédération 2005                                    | FAR de Rabat C         |
| Ligue des champions arabes 2004-2005                              | AS Salé                |
| Ligue des champions arabes 2004-2005                              | Wydad AC               |
| Promotions et relégations                                         |                        |
| Promus en Championnat du Maroc de football                        | Olympique de Safi      |
| Promus en Championnat du Maroc de football                        | Union de Touarga       |
| Relégués en Championnat du Maroc de football de deuxième division | Renaissance de Settat  |
| Relégués en Championnat du Maroc de football de deuxième division | KAC de Kénitra         |